# Hoffmanns specht
De Hoffmanns specht (Melanerpes hoffmannii) is een vogel uit de familie Picidae. Deze vogel is genoemd naar de Duitse natuuronderzoeker Karl Hoffmann.

## Verspreiding en leefgebied
Deze soort komt voor van Honduras tot Costa Rica.

## Status
De grootte van de populatie is in 2019 geschat op 50.000-500.000 volwassen vogels. Op de Rode lijst van de IUCN heeft deze soort de status niet bedreigd.